# Harpyionycteris
Harpyionycteris är ett släkte i familjen flyghundar med två arter som förekommer på sydostasiatiska öar.
Arterna är:
- Harpyionycteris celebensis lever på Sulawesi (Celebes) och mindre öar i samma region.
- Harpyionycteris whiteheadi är känd från flera filippinska öar.

## Beskrivning
Dessa flyghundar når en kroppslängd mellan 14 och 15,5 cm och saknar svans. Vikten är 80 till 140 g. Arternas bakfötter är påfallande korta. Pälsen har en mörkbrun färg och är på buken lite ljusare. Harpyionycteris skiljer sig från andra flyghundar i tändernas konstruktion. Hörntänderna är mera framåtriktade. Dessutom har hörntänderna tre knölar och molarerna fem till sex.
Harpyionycteris är främst aktiva på natten. Födan utgörs av frukter eller bara av fruktens juice. Parningen sker troligen så att ungarna föds under regntiden (våren och hösten). Efter dräktigheten som varar i fyra till fem månader föds allmänt en unge. Ungdjuret dias tre till fyra månader och vissa honor kan para sig redan vid ett års ålder.
Arten på Sulawesi jagas för köttets skull. Dessa flyghundar hotas även av skogsavverkningar. IUCN listar H. celebensis som sårbar (VU) och H. whiteheadi som livskraftig (LC).